# ビリンゴ
ビリンゴ（微倫吾、Gymnogobius breunigii）はハゼ科ウキゴリ属に属する魚類である。

## 分布
北海道から屋久島。サハリン、色丹島、沿海州、朝鮮半島、中国の川の下流から砂泥底にすむ。

## 形態
背は淡い黄褐色で腹側は淡色になり、体側中央から背側にかけて2 - 3列の不規則な暗褐色班が縦に並んでいて網目状に見える。同属のジュズカケハゼと比べて体色が淡い。上あごの後端は目の後ろまで達しない。尾びれがつく部分は細く、その高さは全長の1/12以下になる。両眼の間には、大きい感覚管孔が1対ある。ジュズカケハゼと同じく婚姻色はメスに顕著に現れる。頭部と尾びれ以外のひれが黒くなり、体側に細い黄色の横帯があらわれる。

## 生態
あまり底層で生活する傾向はなく、止水中では、中層で生活することも多い。底生生物や小魚、付着藻類や半底生浮遊動物などを食べる。
産卵期は春頃で、川の河口付近の砂泥底にあるアナジャコが使わなくなった巣穴を利用する。底表面から5 - 15センチメートルほどの深さの壁面に、1列に卵を産み付ける。産卵数は、100 - 600個ほどである。生み付けられた卵は、1尾のオスがふ化まで守る。
ふ化した稚魚は海に下り、浮遊生活を送る。6 - 7月に、全長2センチメートル以上に達した稚魚が川へ遡上する。体長は、1年で4 - 5センチメートル、2年で5 - 6センチメートル、3年で6センチメートル以上になる。大部分の個体は1年で成熟し、メスの方が早く成長する。

## 保全状況評価
- 大阪府 -絶滅危惧Ⅰ類